# Nokia N97 Mini
Nokia N97 je smartphone s 3,5" dotykovým displejem a plnohodnotnou hardwareovou QWERTY klávesnicí od společnosti Nokia. V základní výbavě nalezneme 5 megapixelový fotoaparát s optikou Carl Zeiss, duálním LED bleskem a autofocusem, dále GPS navigaci, Wi-Fi, EDGE, HSPDA a taky podporu MicroSDHC karet až do kapacity 16 GB. Interní paměť telefonu je 8 GB. Nokia N97 Mini běží na OS Symbian 9.4 S60 5th Edition s podporou dotykového ovládání.

## Výpis vlastností
| Vlastnost                   | Popis |
| --------------------------- | --- |
| Konstrukce                  | Výsuvná s QWERTY klávesnicí                                                                               |
| Operační Systém             | Symbian 9.4 S60 5th Edition                                                                               |
| GSM frekvence               | 850/900/1800/1900 MHz                                                                                     |
| GPRS                        | Ano |
| GPS                         | Ano |
| Displej                     | 360 × 640, 16 mil. barev, 3,2" dotykový                                                                   |
| CPU                         | Freescale ARM 11, 434 MHz                                                                                 |
| Fotoaparát                  | 5 megapixelový fotoaparát s optikou Carl Zeiss a duálním LED bleskem                                      |
| Nahrávání videa             | Ano, (640 × 480, VGA)                                                                                     |
| Multimediální zprávy        | Ano |
| Video hovory                | Ano |
| Push to talk                | Ano |
| Java podpora                | Ano, Java™ MIDP 2.0                                                                                       |
| Slot pro paměťovou kartu    | Ano, microSDHC                                                                                            |
| Bluetooth                   | Ano, Bluetooth 2.0 (profil A2DP)                                                                          |
| Wi-Fi                       | Ano |
| Infračervený port           | Ne |
| Podpora datového kabelu     | Ano, USB 2.0 Full Speed přes port Micro USB a podpora třídy mass storage pro rychlé připojení a odebírání |
| Internetový prohlížeč       | Nokia Webový Prohlížeč                                                                                    |
| E-mail                      | Ano |
| Hudební přehrávač           | Ano |
| Rozhlasový přijímač         | Ano (analogový)                                                                                           |
| Televizní přijímač          | Ne |
| Polohové (gravitační) čidlo | Ano |
| Baterie                     | Baterie Li-Ion 1200 mAh                                                                                   |
| Hmotnost                    | 138 g |
| Rozměry                     | 113 × 53 × 14 mm                                                                                          |
| Ozvučení                    | interní Stereo reproduktory                                                                               |